# 김현호 (농구 선수)
김현호(1988년 3월 19일~ )는 대한민국의 농구선수이다. 포지션은 가드이며, 주특기는 3점슛이다.
2010-2011 프로농구 신인드래프트에서 1라운드 5순위로 원주 동부 프로미에 지명되었다.
김현호는 레이업슛에 강한면모를 가지고있다.

## 데뷔
- 2011년 원주 동부 프로미 입단.

## 수상
- 2010년 대학농구리그 미기상
- 2006년 춘계연맹전 MVP